# Loveland (Iowa)
Loveland è un census-designated place (CDP) degli Stati Uniti d'America, situato nello stato dell'Iowa, nella contea di Pottawattamie.